# Arvo Aalto
Arvo Aulis Aalto (13. července 1932 Rovaniemi – 28. dubna 2025) byl finský komunistický politik.
V dospělosti se stal zedníkem a od roku 1949 je členem Zednického svazu. V roce 1952 se stal členem Komunistické strany Finska. Od roku 1969 do roku 1984 byl generálním tajemníkem a v letech 1984 až 1988 byl předsedou Komunistické strany Finska. Od roku 1977 do roku 1981 se také stal ministrem práce Finska.